# Кантелетар
„Кантелетар“ (на фински: Kanteletar) е сборник с фински народни песни, съставен от финландския фолклорист Елиас Льонрот.
Издаден в три части през 1840-1841 година, той включва лирически песни и балади с общо над 26 хиляди стиха, събирани главно в Карелия. Материалът за сборника е събиран от Льонрот едновременно с този за епическата поема „Калевала“.